# Schaalby
Schaalby (tiếng Đan Mạch: Skålby) là một đô thị thuộc huyện Schleswig-Flensburg, trong bang Schleswig-Holstein, nước Đức. Đô thị Schaalby có diện tích 24,99 km², dân số thời điểm 31 tháng 12 năm 2006 là 1700 người.